# Христианские демократы (Швеция)
Христианские демократы (швед. Kristdemokraterna) — христианско-демократическая и консервативная партия в Швеции (правее Умеренной коалиционной партии, но левее Шведских демократов). Основана в 1964 году. Лидер партии с 25 апреля 2015 года — Эбба Буш.

## Исторические сведения

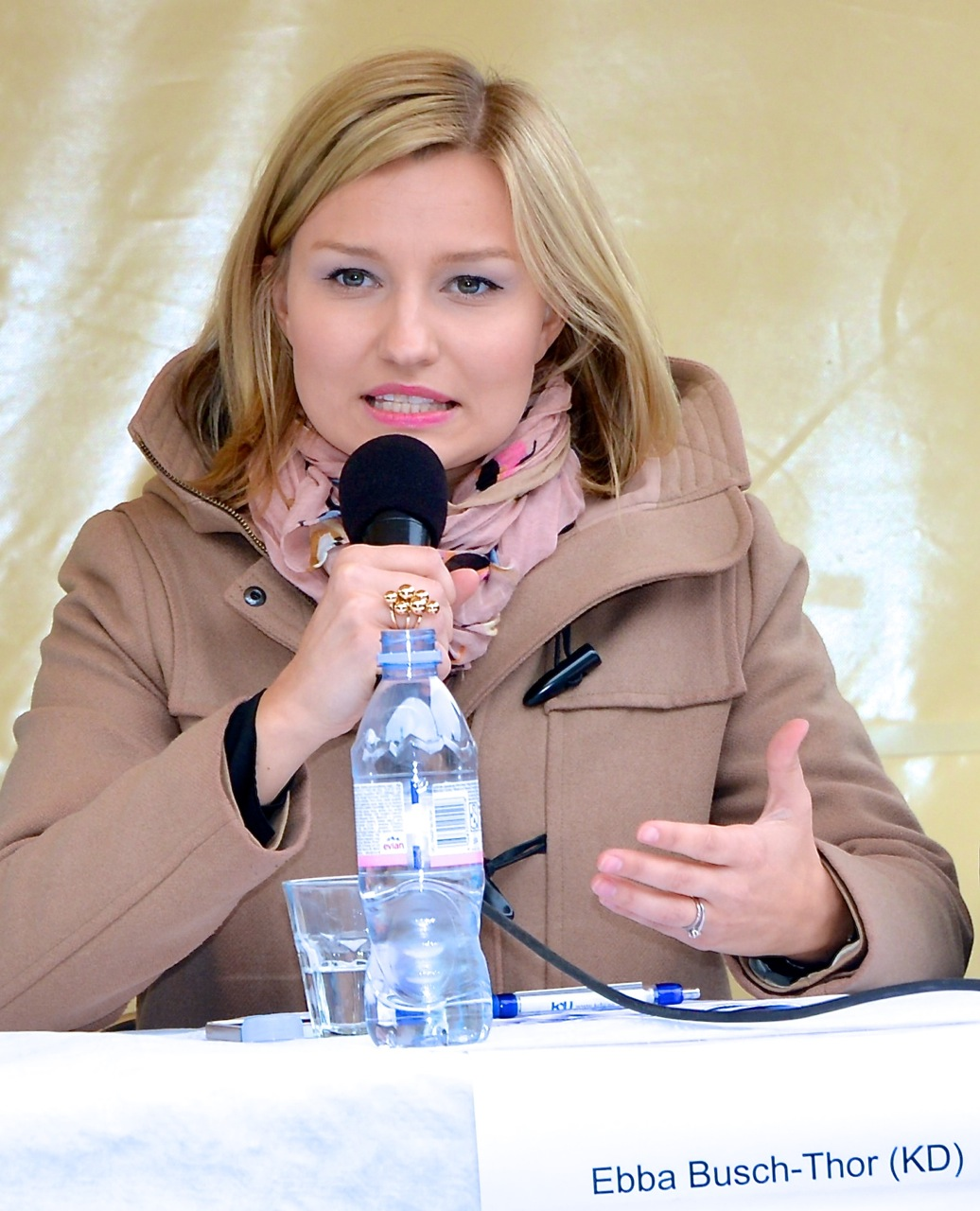
Эбба Буш Тур, лидер партии

Партия была основана в 1964 году, но до 1985 года в Риксдаг не попадала (в 1985 г. — в коалиции с Партией Центра, самостоятельно — впервые в 1991 году). Первым лидером партии был Биргер Экстедт, после смерти которого в 1973 году новым главой партии стал Альф Свеннсон. С 3 апреля 2004 года партию возглавлял Йоран Хэгглунд.
На партийном съезде, состоявшемся 25 апреля 2015 года, новым лидером партии была единогласно избрана 28-летняя Эбба Буш Тур. В своей первой речи в новой должности она сказала, что главная задача христианских демократов — борьба со злом и несправедливостью.
После парламентских выборов в 2022 подписали Соглашение Тидё и вошли в коалиционное правительство Кристерссона.

## Идеология
«Христианские демократы» Швеции имеют похожую на другие христианско-демократические партии идеологию — демократия и социальный консерватизм, основанные на принципах христианства. Основываясь на принципах христианской этики, партия в центр своей политики ставит семью, в частности идею укрепления традиционной семьи, провозглашая человеческое достоинство в качестве отправного пункта своих политических действий. Христианские демократы выступают против однополых браков и стали единственной парламентской партией, чьи представители не присутствовали на стокгольмском гей-прайде.
Заявленные перед выборами в Риксдаг в 2010 году основные цели партии:
- Достойный уровень здравоохранения и социальных услуг, в частности улучшение ухода за пожилыми;
- Свобода выбора для родителей формы ухода за своими детьми;
- Обеспечение безопасности на улицах;
- Сокращение бюрократии в сфере регулирования бизнеса;
- Снижение налогов.

### Основные понятия
- Главный принцип — ценность человека.
- Персоналистическое отношение к человеку.
- Несовершенство человека.
- Мысль о хозяйствовании.
- Принцип субсидиарности.
- Принцип солидарности.

## Результаты на выборах
| Год                  | 1964  | 1966  | 1968  | 1970   | 1973   | 1976   | 1979   | 1982   | 1985  | 1988   | 1991   | 1994  | 1998    | 2002   | 2006   | 2010  | 2014   | 2018   | 2022   |
| Парламентские выборы | 1,8 % | *     | 1,5 % | 1,80 % | 1,75 % | 1,36 % | 1,39 % | 1,87 % | **    | 2,94 % | 7,14 % | 4,1 % | 11,77 % | 9,15 % | 6,59 % | 5,6 % | 4,57 % | 6,32 % | 5,34 % |
| Региональные выборы  | *     | 1,8 % | *     | 1,9 %  | 2,1 %  | 1,9 %  | 2,0 %  | 2,4 %  | 2,0 % | 3,1 %  | 7,0 %  | 3,7 % | 10,0 %  | 8,2 %  | 6,6 %  |       |        |        |        |
| Местные выборы       | *     | *     | *     | 1,8 %  | 2,1 %  | 2,0 %  | 2,1 %  | 2,4 %  | 2,0 % | 2,8 %  | 5,8 %  | 3,2 % | 8,0 %   | 7,1 %  | 5,8 %  |       |        |        |        |

- * — В этом году выборов не было.
- ** — На выборах 1985 года Христианские демократы участвовали общим списком с Партией Центра.

1973 год
1976 год
1979 год
1982 год
1988 год
1991 год
1994 год
1998 год
2002 год
2006 год
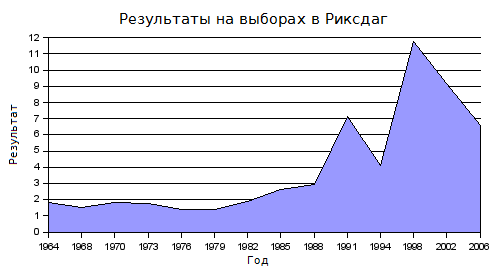
Результаты на выборах в Риксдаг с 1964 по 2006

### Европейский парламент
13 июня 2004 года за Христианских демократов на выборах в Европарламент проголосовало 142 704 избирателей (5,68 %), что обеспечило партии 1 депутатский мандат.
7 июня 2009 года партия на выборах в Европарламент набрала 4,68 % голосов избирателей (1 место).
На выборах в Европарламент в мае 2014 набрала 6 % голосов избирателей (1 место). Этот мандат заняла Сара Хыйтэдал.
На выборах в Европарламент в мае 2019 набрала 8,62 % голосов избирателей (2 места).
Христианские демократы входят в Европейскую народную партию и её фракцию Европейская народная партия — Европейские демократы.

## Организационная структура
Партия состоит из округов (distrikt), округа из коммунальных организаций (kommunorganisation). Высший орган — национальный съезд (riksting), между национальными съездами — правление (partistyrelsen),
Округа
Округа соответствуют ленам. Высший орган округа — окружная конференция (distriktsstämma), между окружными конференциями — окружное правление (distriktsstyrelsen).
Коммунальные организации
Коммунальные организации соответствуют коммунам. Высший орган коммунальной организации — общее собрание коммунальной организации (kommunorganisationens årsmöte), между общими собраниями коммунальной организации — правление коммунальной организации (kommunorganisationsstyrelse).
Смежные организации
- Христианско-демократический союз молодёжи (Kristdemokratiska Ungdomsförbundet);
- Христианско-демократический союз студентов (Kristdemokratiska Studentförbundet);
- Христианско-демократический союз женщин (Kristdemokratiska Kvinnoförbundet);
- Христианско-демократический союз пенсионеров (Kristdemokratiska Seniorförbundet);
- Фонд «Цивитас» (Civitas).

Христианско-демократический союз молодёжи
Молодёжная организация — Христианско-демократический союз молодёжи (Kristdemokratiska ungdomsförbundet, KDU, ХДСМ). Союз состоит из округов (distrikt). Высший орган союза — национальная конференция (riksmöte), между национальными конференциями — союзное правление (förbundsstyrelse).
Округа союза
Высший орган округа союза — окружное общее собрание (distriktsstämma), между окружными конференциями — окружное правление (distriktsstyrelsen).